# Seznam ministrů zahraničních věcí České republiky
Seznam ministrů zahraničních věcí České republiky  představuje chronologický přehled osob, členů vlády České republiky, působících v tomto úřadu:

## Seznam ministrů
| Pořadí | Portrét                    | Ministr             | Funkční období    | Funkční období    | Funkční období | Strana    | Strana                  | Vláda         |
| Pořadí | Portrét                    | Ministr             | Nástup do úřadu   | Opuštění úřadu    | Dny v úřadu    | Strana    | Strana                  | Vláda         |
| ------ | -------------------------- | ------------------- | ----------------- | ----------------- | -------------- | --------- | ----------------------- | ------------- |
| 1.     | Není dostupný portrét      | Josef Zieleniec     | 2. července 1992  | 23. října 1997    | 1939           |           | ODS                     | Klaus I.      |
| 1.     | Není dostupný portrét      | Josef Zieleniec     | 2. července 1992  | 23. října 1997    | 1939           | Klaus II. | ODS                     |               |
| 2.     |                            | Jaroslav Šedivý     | 8. listopadu 1997 | 22. července 1998 | 256            |           | nestraník               | Klaus II.     |
| 2.     | Tošovský                   | Jaroslav Šedivý     | 8. listopadu 1997 | 22. července 1998 | 256            |           | nestraník               |               |
| 3.     |                            | Jan Kavan           | 22. července 1998 | 15. července 2002 | 1454           |           | ČSSD                    | Zeman         |
| 4.     |                            | Cyril Svoboda       | 15. července 2002 | 4. září 2006      | 1512           |           | KDU-ČSL                 | Špidla        |
| 4.     | Gross                      | Cyril Svoboda       | 15. července 2002 | 4. září 2006      | 1512           |           | KDU-ČSL                 |               |
| 4.     | Paroubek                   | Cyril Svoboda       | 15. července 2002 | 4. září 2006      | 1512           |           | KDU-ČSL                 |               |
| 5.     |                            | Alexandr Vondra     | 4. září 2006      | 9. ledna 2007     | 127            |           | nestraník za ODS        | Topolánek I.  |
| 5.     | ODS                        | Alexandr Vondra     | 4. září 2006      | 9. ledna 2007     | 127            |           |                         | Topolánek I.  |
| 6.     |                            | Karel Schwarzenberg | 9. ledna 2007     | 8. května 2009    | 850            |           | nestraník za SZ         | Topolánek II. |
| 7.     |                            | Jan Kohout          | 8. května 2009    | 3. července 2010  | 421            |           | nestraník nom. ČSSD     | Fischer       |
| 8.     |                            | Karel Schwarzenberg | 13. července 2010 | 10. července 2013 | 1093           |           | TOP 09                  | Nečas         |
| 9.     |                            | Jan Kohout          | 10. července 2013 | 29. ledna 2014    | 203            |           | nestraník               | Rusnok        |
| 10.    |                            | Lubomír Zaorálek    | 29. ledna 2014    | 13. prosince 2017 | 1414           |           | ČSSD                    | Sobotka       |
| 11.    |                            | Martin Stropnický   | 13. prosince 2017 | 27. června 2018   | 196            |           | ANO                     | Babiš I.      |
| 12.    |                            | Jan Hamáček         | 27. června 2018   | 15. října 2018    | 110            |           | ČSSD                    | Babiš II.     |
| 13.    |                            | Tomáš Petříček      | 16. října 2018    | 12. dubna 2021    | 907            | ČSSD      |                         | Babiš II.     |
| 14.    |                            | Jan Hamáček         | 12. dubna 2021    | 21. dubna 2021    | 9              | ČSSD      |                         | Babiš II.     |
| 15.    |                            | Jakub Kulhánek      | 21. dubna 2021    | 17. prosince 2021 | 240            | ČSSD      |                         | Babiš II.     |
| 16.    |                            | Jan Lipavský        | 17. prosince 2021 | úřadující         | 1162           |           | Piráti (do 1. 10. 2024) | Fiala         |
| 16.    | nestraník (od 1. 10. 2024) | Jan Lipavský        | 17. prosince 2021 | úřadující         | 1162           |           |                         | Fiala         |